# 撫州府
抚州府，明清时设置的府。

抚州府在江西省的位置（1820年）

元朝时称之为抚州路，属于江西行省。元朝末年，朱元璋设为临川府，不久改为抚州府，下辖六个县：临川县、金溪县、崇仁县、宜黄县、乐安县、东乡县。

## 延伸阅读
[在维基数据编辑]
 《欽定古今圖書集成·方輿彙編·職方典·撫州府部》，出自陈梦雷《古今圖書集成》